# Andrena berberidis
Andrena berberidis är en biart som beskrevs av Cockerell 1905. Andrena berberidis ingår i släktet sandbin, och familjen grävbin. Inga underarter finns listade i Catalogue of Life.